# Can Cuyàs Club
El Can Cuyàs Club és un club de golf i pitch and putt català ubicat a la ciutat de Sant Feliu de Llobregat dins de la masia Can Cuiàs.
El club es fundà l'any 1998 i el seu codi federatiu és CB64. Actualment, el president és Josep Ma. Minguella.
El camp de golf és un par 3 de 9 forats (entre 85 i 145 m) amb tees de sortida naturals per a dones i homes. Disposa de camp de pràctiques amb 38 zones de tir, 3 putting greens i zona de joc curt. Ofereix classes amb vídeo anàlisi a la Sala Swing Lab BCN, equipada amb Trackman, i V1. També està habilitat per la pràctica del pitch-and-putt (P&P) amb 18 forats (entre 52 i 110 m) i sortides reglamentàries de FCPP i EPA.
A les instal·lacions també podem trobar 6 pistes de pàdel.

## Golf i P&P.
El club disposa d'una escola per aprendre la pràctica del golf i P&P on els docents són professionals del golf.
L'alumnat de l'escola sovint participa en diferents campionats d'ambdós esports i en nombroses ocasions han sigut l'equip guanyador. Pel que fa al golf l'any 2022 i 2023 l'equip Can Cuyàs 1 es va proclamar campió de Catalunya de l'Interclubs Boys&Girls.
Al P&P, l'equip juvenil, també va guanyar la copa juvenil per equips el mateix 2023.